# 中国鉄路ウルムチ局集団有限公司
中国鉄路ウルムチ局集団有限公司（ちゅうごくてつろウルムチきょくゆうげんコンス）は、中華人民共和国中国国家鉄路集団に属する鉄道運営会社の一つである。旧称はウルムチ鉄路局。略称はウルムチ局、烏局。
ウルムチ局の管理する線路の総延長は5014.275km、営業路線距離は2925.005kmある。160個の駅を管轄する。新疆ウイグル自治区内の鉄道路線と甘粛省内の蘭新線安北駅より西側を管轄する。1971年1月1日に設立され、本局はウルムチ市河南西路2号にある。

## 管轄下の主な路線と駅
- 蘭新線：ウルムチ南駅、トルファン駅、ハミ駅
- 南疆線：カシュガル駅、コルラ駅
- 北疆線：阿拉山口駅、クイトゥン駅、烏西駅
- 精伊霍線：伊寧駅、コルガス駅
- 阿阿線：アクス駅（中国語版）、アラル駅（中国語版）